# Friedrich von Taysen
Friedrich von Taysen was een Duitse militair.
Hij was als kolonel tijdens het laatste jaar van de Eerste Wereldoorlog de bevelhebber van het "Infanterie-Regiments Großherzog von Sachsen" dat als Vijfde Thüringse Infanterie-regiment Nr. 94 deel uitmaakte van het Duitse leger.
Het regiment heeft in een aantal van de bloedigste veldslagen van de Eerste Wereldoorlog meegevochten.
Het in en rond Weimar in Thüringen gelegerde regiment werd in 1914 volgens het Schlieffenplan naar het Westelijk front gestuurd. Majoor v. Taysen was op dat moment commandant van het 3e bataljon. Het regiment viel als deel van het XIe Leger het neutrale België binnen en veroverde Namen. Daarna maakte de Duitse Keizer de grote fout om troepen aan het westfront te onttrekken omdat de Russen onverwacht snel oprukten in Oost-Pruisen. Het regiment vocht tot in de zomer van 1915 aan het oostfront terwijl de Duitsers er niet in slaagden Frankrijk te verslaan.
In 1915 was het Saksisch-Weimaraanse regiment een van de deelnemers aan de Slag bij Verdun. Daarna volgde de Slag aan de Somme. In beide veldslagen werden zware verliezen geleden.

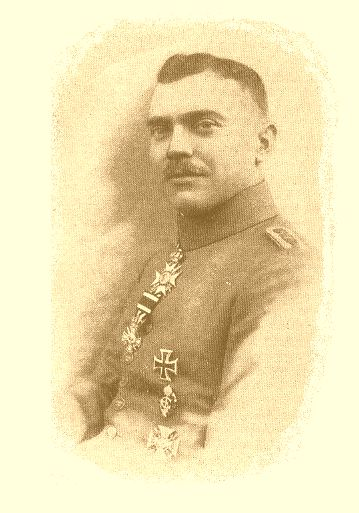
Prins Ferdinand zu Solms-Hohensolms-Lich met het Wilhelm-Ernst Oorlogskruis

Wat van het regiment nog restte werd in 1917 in Vlaanderen gehergroepeerd en opgeleid tot stoottroepen. In deze vorm nam wat nu het Stoßtrupen-regiment Nr. 94 was in juli 1917 deel aan de derde Slag bij Ieper met haar gasaanvallen met yperiet of mosterdgas. 32 officieren en 1137 manschappen werden gedood. Van het regiment waren nog 200 man in leven.
Eind 1917 werd v. Taysen benoemd tot commandant van de 83e infanteriebrigade.
Op 6 januari 1918 verleende de Duitse keizer, in zijn kwaliteit van Pruisisch koning, de meeste Duitse decoraties waren een zaak van de bondsstaten, er waren slechts enkele, vrij onbelangrijke, keizerlijke onderscheidingen, Friedrich von Taysen de Orde Pour le Mérite. De Duitsers slaagden erin om hun rijen waar aan te vullen en in de herfst van 1918 lag het regiment in Noord-Frankrijk bij Mont St.Quentin. Daar werd het op 1 september 1918 aangevallen en vernietigend verslagen door de Tweede Australische Divisie. Die dag sneuvelde ook een van de helden van het regiment, Kapitein Ferdinand Prinz zu Solms-Hohensolms-Lich, drager van het Wilhelm-Ernst Oorlogskruis.
Kolonel Friedrich von Taysen, de eerste drager van het Wilhelm-Ernst Oorlogskruis kreeg in 1918 een tweede Wilhelm-Ernst Oorlogskruis "met diamanten".
Voor het regiment kwam de capitulatie in Brussel. Het marcheerde terug naar Thüringen om daar op 10 januari 1919 te worden gedemobiliseerd. Het had in vier jaar 152 officieren en 4542 onderofficieren en manschappen verloren.
In 1927 publiceerde een Friedrich von Taysen een boek met de titel "Das jugoslawische Problem, Studien zur Balkanpolitik". Het kan om een naamgenoot zoals de Friedrich v. Taysen die in 1914 luitenant in het Ie Garderegiment van de Pruisische koning was, gaan.

## Onderscheidingen
Taysen werd voor zijn oorlogsinzet een aantal malen gedecoreerd. Opvallende onderscheidingen zijn:
- Het IJzeren Kruis Ie en IIe Klasse
- Het Wilhelm-Ernst Oorlogskruis en het Wilhelm Ernst Oorlogskruis met briljanten
- De Orde Pour le Mérite
- Commandeur met de Zwaarden in de Huisorde en Orde van Verdienste van Hertog Peter Friedrich Ludwig van Oldenburg
- Commandeur met de Zwaarden in de Orde van de Witte Valk van Saksen-Weimar-Eisenach
- Commandeur met de Zwaarden in de Saksisch-Ernestijnse Huisorde
- Het Erekruis Ie Klasse met de Zwaarden van het Vorstelijk Reussisch Ereteken
- Het Erekruis Ie Klasse met de Zwaarden van het Vorstelijk Schwarzburgs Erekruis